# Carstian Luyckx

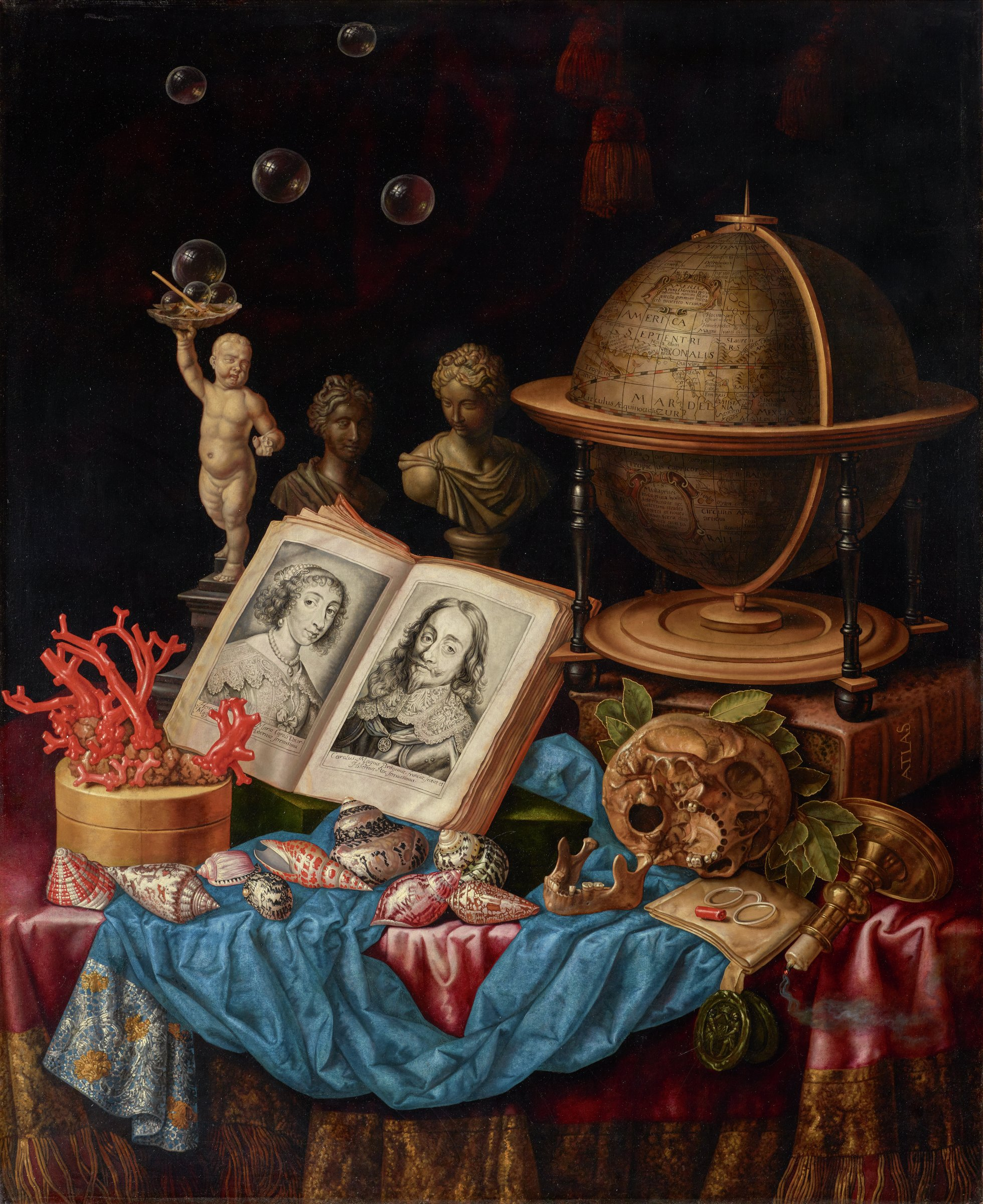
Vanitasstilleven met schedel, globe en een boek

Carstian Luyckx (Antwerpen, 1623 - 1658 of later) was een Zuid-Nederlands kunstschilder en tekenaar. Hij vervaardigde enkele genrestukken en was bekwaam in het weergeven van dieren en vooral stillevens.
Luyckx (diverse spellingvarianten van zijn naam komen voor) werd op 17 augustus 1623 gedoopt. Hij was er werkzaam in de periode 1645 - 1658 en was lid van het plaatselijke Sint-Lucasgilde. 
Hij was een leerling van Frans Francken (III) en Philips de Marlier en was in zijn stijl een navolger van Jan Davidsz. de Heem. 
Uit signeringen blijkt dat hij samenwerkte met David Teniers II en Nicolaes van Verendael.